# Eurovision Song Contest 2004
Eurovision Song Contest 2004 blev afholdt i Istanbul, Tyrkiet og var første gang at konkurrencen var delt i en semi finale og en finale. Det var besluttet året før at der skulle være to shows, for at kunne få så mange lande med som muligt. Der blev dog samtidig sat en grænse på 24 ved finalen og der var i alt 36 der ville være med. Ved finalen skulle der altså være de såkaldte Big4 (Frankrig, Spanien, Storbritannien og Tyskland), de 10 bedste fra 2003, samt de 10 bedste i semifinalen 2004.
| \| \| |
|       |

## Semifinale
Semifinalen skulle have været afholdt i Mydonese Showlands, men blev kort forinden flyttet til Abdi Ipecki Arena, hvor også finalen skulle holdes. Dermed blev det den samme scene, selvom mange havde ønsket det anderledes. Der blev desuden brugt de samme videopostkort til hver sang, som ved finalen. Man havde store problemer med lyden og optællingen af pointene. Alle lande kunne stemme til semifinalen også, dermed ville en dårlig placering også virkelig gå i historiebøgerne som den dårligste nogensinde. Det er dog nok ikke alle der vil tildele denne ære til Schweiz, der dette år slet ikke fik nogle point. Det var i øvrigt slet ikke meningen at resultatet af afstemningen skulle offentliggøres, men da de 10 bedste var blevet offentliggjort kom der alligevel et skilt frem med stillingen blandt de resterende lande. Det viste sig efterfølgende, at der i Monaco havde været færre end 100 stemmer afgivet. Derfor havde computeren blot udvalgt nogle tilfældige at tildele pointene til.
Holland havde i øvrigt udtalt, at hvis de ikke kom videre til finalen, så ville de melde sig ud af EBU og ikke længere deltage. De fik mange point og en flot 6. plads ved semifinalen, men ved finalen rakte det dog ikke længere end til en 20. plads.

### Deltagere og resultater
De farvemarkerede lande gik videre til finalen.
| Sang nr. | Land                  | Solist                               | Sang                         | Plads | Point |
| -------- | --------------------- | ------------------------------------ | ---------------------------- | ----- | ----- |
| 1        | Finland               | Jari Sillanpää                       | Takes 2 to tango             | 14    | 51    |
| 2        | Hviderusland          | Aleksandra & Konstantin              | My Galileo                   | 19    | 10    |
| 3        | Schweiz               | Piero & the Music Stars              | Celebrate                    | 22    | 0     |
| 4        | Letland               | Fomins & Kleins                      | Dziesma par laimi            | 17    | 23    |
| 5        | Israel                | David D'Or                           | Leha'amin                    | 11    | 57    |
| 6        | Andorra               | Marta Roure                          | Jugarem a estimar-nos        | 18    | 12    |
| 7        | Portugal              | Sofia Vitória                        | Foi magia                    | 15    | 38    |
| 8        | Malta                 | Julie & Ludwig                       | On again... off again        | 8     | 74    |
| 9        | Monaco                | Maryon                               | Notre planète                | 19    | 10    |
| 10       | Grækenland            | Sakis Rouvas                         | Shake it                     | 3     | 238   |
| 11       | Ukraine               | Ruslana                              | Wild dances                  | 2     | 256   |
| 12       | Litauen               | Linas & Simona                       | What's happened to your love | 16    | 26    |
| 13       | Albanien              | Anjeza Shahini                       | The image of you             | 4     | 167   |
| 14       | Cypern                | Lisa Andreas                         | Stronger every minute        | 5     | 149   |
| 15       | Makedonien            | Tose Proeski                         | Life                         | 10    | 71    |
| 16       | Slovenien             | Platin                               | Stay forever                 | 21    | 5     |
| 17       | Estland               | Neiokösö                             | Tii                          | 11    | 57    |
| 18       | Kroatien              | Ivan Mikulic                         | You are the only one         | 9     | 72    |
| 19       | Danmark               | Thomas Thordarsson                   | Shame on you                 | 13    | 56    |
| 20       | Serbien og Montenegro | Željko Joksimovic & Ad-Hoc Orchestra | Lane moje                    | 1     | 263   |
| 21       | Bosnien-Hercegovina   | Deen                                 | In the disco                 | 7     | 133   |
| 22       | Holland               | Re-Union                             | Without you                  | 6     | 146   |

De ti lande, som kvalificerede sig til finalen, blev annonceret i vilkårlig rækkefølge:
- Serbien og Montenegro
- Malta
- Holland
- Albanien
- Ukraine
- Kroatien
- Bosnien-Hercegovina
- Makedonien
- Grækenland
- Cypern

## Finale
Mange havde frygtet en uendelig langsommelig afstemningsprocedure, da alle 36 lande skulle afgive deres point. Man løste problemet ved at tildele hvert land 90 sekunder til at gennemføre det, men ikke desto mindre virkede den efterhånden langstrakt. Dette nok også taget i betragtning af, at det stod klart allerede halvvejs at vinderen enten var Grækenland, Serbien & Montenegro, Tyrkiet eller Ukraine.
Storbritannien havde med James Fox haft forhåbninger om en god placering, men det blev kun til en 16. plads. Den er alligevel blevet hørt adskillige gange som muzak i forskellige danske varehuse og også spillet flere gange i radioen end mange andre deltagere.

### Deltagere og resultater
| Sang nr. | Land                  | Solist                               | Sang                        | Plads | Point |
| -------- | --------------------- | ------------------------------------ | --------------------------- | ----- | ----- |
| 1        | Spanien               | Ramon                                | Para llenarme de ti         | 10    | 87    |
| 2        | Østrig                | Tie Break                            | Du bist                     | 21    | 9     |
| 3        | Norge                 | Knut Anders Sørum                    | High                        | 24    | 3     |
| 4        | Frankrig              | Jonatan Cerrada                      | A chaque pas                | 15    | 40    |
| 5        | Serbien og Montenegro | Željko Joksimovic & Ad-Hoc Orchestra | Lane moje                   | 2     | 263   |
| 6        | Malta                 | Julie & Ludwig                       | On again... off again       | 12    | 50    |
| 7        | Holland               | Re-Union                             | Without you                 | 20    | 11    |
| 8        | Tyskland              | Max                                  | Can't wait until tonight    | 8     | 93    |
| 9        | Albanien              | Anjeza Shahini                       | The image of you            | 7     | 106   |
| 10       | Ukraine               | Ruslana                              | Wild dances                 | 1     | 280   |
| 11       | Kroatien              | Ivan Mikulic                         | You are the only one        | 12    | 50    |
| 12       | Bosnien-Hercegovina   | Deen                                 | In the disco                | 9     | 91    |
| 13       | Belgien               | Xandee                               | 1 life                      | 22    | 7     |
| 14       | Rusland               | Julia Savicheva                      | Believe me                  | 11    | 67    |
| 15       | Makedonien            | Tose Proeski                         | Life                        | 14    | 47    |
| 16       | Grækenland            | Sakis Rouvas                         | Shake it                    | 3     | 252   |
| 17       | Island                | Jónsi                                | Heaven                      | 19    | 16    |
| 18       | Irland                | Chris Doran                          | If my world stopped turning | 22    | 7     |
| 19       | Polen                 | Blue Café                            | Love song                   | 17    | 27    |
| 20       | Storbritannien        | James Fox                            | Hold on to our love         | 16    | 29    |
| 21       | Cypern                | Lisa Andreas                         | Stronger every minute       | 5     | 170   |
| 22       | Tyrkiet               | Athena                               | For real                    | 4     | 195   |
| 23       | Rumænien              | Sanda                                | I admit                     | 18    | 18    |
| 24       | Sverige               | Lena Philipsson                      | It hurts                    | 5     | 170   |